# マヘラ・ジャヤワルダネ
デナガマジェ・プラボス・デ・シルヴァ・ジャヤワルダネ（シンハラ語: මහේල ජයවර්ධන、英: Denagamage Praboth Mahela de Silva Jayawardene、1977年5月27日 - ）は、スリランカ・コロンボ出身の元プロクリケット選手。元スリランカ代表。ポジションはバッツマン（打者）。スリランカ屈指のクリケット選手。